# 광산업
광산업(光産業)이란 광기술(光技術)을 중심으로 한 광통신, 광계측, 광정보 등의 산업 분야이며, 빛을 이용한 모든 산업을 총괄하는 개념이다. 빛의 도시 광주광역시에서는 도시의 이미지에 맞는 첨단산업을 집중적으로 육성하기 위해 이 개념을 사용하고 있다.
광산업에는 "광섬유를 이용한 산업", "조명기기" 등이 포함된다.

## 같이 보기
- 광전자공학